# Eurymerodesmus newtonus
Eurymerodesmus newtonus är en mångfotingart som beskrevs av Chamberlin 1942. Eurymerodesmus newtonus ingår i släktet Eurymerodesmus och familjen Eurymerodesmidae. Inga underarter finns listade i Catalogue of Life.